# Campo de Daroca
Il Campo de Daroca è una delle 33 comarche dell'Aragona, con una popolazione di 6 623 abitanti; suo capoluogo è Daroca.
Amministrativamente fa parte della provincia di Saragozza, che comprende 17 comarche.